# ドラガン・ジョカノヴィッチ
ドラガン・ジョカノヴィッチ（セルビア語: Драган Ђокановић / Dragan Đokanović、1958年4月20日 - ）は、ボスニア・ヘルツェゴビナの政治家。セルビア人。

## 経歴
サラエヴォ大学で臨床医学・社会医学を学び、1984年に医学博士号を取得した。以降ズボルニク・ シェコビッチ・ベオグラード・サラエヴォの各地で小児科医として勤務している。
1990年に連邦民主党を結党、その党首となった。1993年にはスルプスカ共和国の傷痍軍人大臣として入閣した。